# XX Premis de la Crítica de les Arts Escèniques
La vintena edició dels Premis de la Crítica de les Arts Escèniques va correspondre a l'any 2017. El lliurament dels premis va tenir lloc a la sala La Villarroel de Barcelona, el 26 de març de 2018. Aquesta edició va ser la primera en incloure les categories de millor espectacle de petit format i de millor música original o adaptada (a l'estil dels Premis Butaca). La categoria de millors eines digitals, creada a l'edició anterior, va retornar al nom de millor disseny de vídeo, tal com havia estat anomenada des de la seva instauració a la represa dels premis del 2015.
Pel que fa al teatre familiar, s'eliminà la categoria de millor espectacle per a joves, creada el 2016 amb la II edició dels Premis de la Crítica de Teatre Familiar (XVIII edició dels Premis de la Crítica), i se substituí pel Premi Novaveu de la Crítica Jove; un premi amb més de tres finalistes, atorgat pels membres de Novaveu, un col·lectiu de joves crítics d'entre 16 i 30 anys. Amb el canvi, el Premi de la Crítica de Teatre Familiar tornà a ser de categoria única, com ho havia estat en origen, el 2015.

## V Premi Gonzalo Pérez de Olaguer
- Iago Pericot, per la seva llarga trajectòria escènica i les seves notables aportacions al camp de l'escenografia.[4]

## XX Premis de la Crítica de Teatre
| Categoria | Persona | Obra | Autoria | Direcció | Teatre |
| --- | --- | --- | --- | --- | --- |
| Millor espectacle | | | | | |
| - | L'ànec salvatge | Adaptació de Marc Artigau, Cristina Genebat i Julio Manrique del clàssic d'Henrik Ibsen                                                                                             | Julio Manrique | Teatre Lliure | |
| - | Bodas de sangre | Federico García Lorca i Cia. La Perla 29 | Oriol Broggi | Biblioteca de Catalunya (Grec 17) | |
| - | Boscos | Wajdi Mouawad i Cia. La Perla 29 | Oriol Broggi | Biblioteca de Catalunya | |
| Millor espectacle internacional | | | | | |
| - | The Winter's Tale | William Shakespeare i Cia. Cheek by Jowl | Delcan Donnellan | Teatre-Auditori de Sant Cugat | |
| - | Dvenadtsataia Noch (Nit de reis) | William Shakespeare, Cheek by Jowl i Festival Txèkhov de Teatre Internacional | Delcan Donnellan | Teatre Municipal de Girona (Temporada Alta 2017) | |
| - | La grenouille avait raison | James Thierrée i Compagnie du Hanneton/Junebug | James Thierrée | Teatre Lliure (Grec 17) | |
| Millor espectacle de petit format | | | | | |
| - | Fairfly | Joan Yago i Cia. La Calòrica | Israel Solà | Teatre Tantarantana | |
| - | El metge de Lampedusa | Anna Maria Ricart i Punt Produccions Teatrals, a partir de les memòries de Pietro Bartolo recollides al llibre Llàgrimes de sal de Lidia Tilotta                                    | Miquel Gorriz | Teatre de Salt (Temporada Alta 2017) i Teatre Lliure | |
| - | Wasted | Kate Tempest i Cia. Íntims Produccions | Iván Morales | Sala Beckett (estrena original a FiraTàrrega 2015) | |
| Millor musical | | | | | |
| - | Casi normales | Brian Yorkey, Tom Kitt i Cia. Nostromo Live | Luis Romero i Abel Garriga | BARTS | |
| - | Paquito Forever | Gerard Alonso, Fran Arráez, Roser Batalla, Frank Capdet, Joan Vázquez, Cia. uVe Teatre i Cia. Gataro, a partir de la figura del bailaor, cantaor, actor i transformista Paco Alonso | Víctor Àlvaro i Gerard Alonso | Almeria Teatre | |
| - | Tick, Tick... Boom! | Jonathan Larson, David Auburn, Stephen Oremus i Cia. Versus Teatre | Ferran Guiu i Joan Comaposada | TGB | |
| Premi a les noves tendències | | | | | |
| - | Rebota, rebota y en tu cara explota | Agnés Mateus, Quim Tarrida, Antic Teatre i El Konvent de Berga | Agnés Mateus i Quim Tarrida | Sala Maria Plans (TNT 2017), | |
| - | Guerrilla | Cia. El Conde de Torrefiel, Kunstfestivaldesarts de Brussel·les, Noorderzon Performing Arts Festival de Groningen i Steiricher Herbst de Graz                                       | Tanya Beyeler i Pablo Gisbert | Teatre de Salt (Temporada Alta 2017) | |
| - | Màtria | Carla Rovira | Carla Rovira | Cal Trepat (FiraTàrrega 2017) i Sala La Planeta (Temporada Alta 2017) | |
| Millor direcció | | | | | |
| Julio Manrique | L'ànec salvatge | Adaptació de Marc Artigau, Cristina Genebat i Julio Manrique del clàssic d'Henrik Ibsen                                                                                             | - | Teatre Lliure | |
| Oriol Broggi | Bodas de sangre | Federico García Lorca i Cia. La Perla 29 | - | Biblioteca de Catalunya (Grec 17) | |
| Sílvia Munt | Les noies de Mossbank Road | Amelia Bullmore, Bitò Produccions i Grup Focus | - | La Villarroel | |
| Millor actriu principal | | | | | |
| Cristina Genebat, Marta Marco i Clara Segura (Ex aequo) | Les noies de Mossbank Road | Amelia Bullmore, Bitò Produccions i Grup Focus | Sílvia Munt | La Villarroel | |
| Nora Navas | Bodas de sangre | Federico García Lorca i Cia. La Perla 29 | Oriol Broggi | Biblioteca de Catalunya (Grec 17) | |
| Núria Espert | Incendios | Wajdi Mouawad, Ysarca S.L i Teatro de la Abadía | Mario Gas | Teatre Goya | |
| Millor actor principal | | | | | |
| Xicu Masó | El metge de Lampedusa | Anna Maria Ricart i Punt Produccions Teatrals, a partir de les memòries de Pietro Bartolo recollides al llibre Llàgrimes de sal de Lidia Tilotta                                    | Miquel Gorriz | Teatre de Salt (Temporada Alta 2017) i Teatre Lliure | |
| Lluís Homar | Ricard III | William Shakespeare | Xavier Albertí | TNC | |
| Pol López | La calavera de Connemara | Martin McDonagh i Grup Focus | Iván Morales | La Villarroel | |
| Millor actriu de repartiment | | | | | |
| Teresa Vallicrosa | Els nens desagraïts | Llàtzer Garcia i Cia. Arcàdia | Llàtzer Garcia | Sala La Planeta (Temporada Alta 2017) i Sala Beckett | |
| Imma Colomer | Un tret al cap | Pau Miró | Pau Miró | Sala Beckett (Grec 17) | |
| Marta Millà | La calavera de Connemara | Martin McDonagh i Grup Focus | Iván Morales | La Villarroel | |
| Millor actor de repartiment | | | | | |
| Oriol Pla | La calavera de Connemara | Martin McDonagh i Grup Focus | Iván Morales | La Villarroel | |
| Javier Beltran | L'hostalera | Carlo Goldoni i Cia. La Perla 29 | Pau Carrió | Biblioteca de Catalunya | |
| Pablo Derqui | L'ànec salvatge | Adaptació de Marc Artigau, Cristina Genebat i Julio Manrique del clàssic d'Henrik Ibsen                                                                                             | Julio Manrique | Teatre Lliure | |
| Millor text | | | | | |
| Llàtzer Garcia | Els nens desagraïts | Llàtzer Garcia i Cia. Arcàdia | Llàtzer Garcia | Sala La Planeta (Temporada Alta 2017)i Sala Beckett | |
| Joan Yago | Fairfly | Joan Yago i Cia. La Calòrica | Israel Solà | Teatre Tantarantana | |
| Pau Miró | Un tret al cap | Pau Miró | Pau Miró | Sala Beckett (Grec 17) | |
| Millor dramatúrgia o adaptació | | | | | |
| Àlex Rigola | Ivànov | Versió lliure de l'obra homònima d'Anton Txékhov | Àlex Rigola | Teatre Lliure | |
| Anna Maria Ricart | Jane Eyre: una autobiografia | Adaptació de la novel·la homònima de Charlotte Brontë | Carme Portaceli | Teatre Lliure | |
| Pablo Ley | Medusa | Adaptació per a la Cia. La Virgueria de la novel·la homònima de Ricardo Menéndez Salmón (X Premi Quim Masó)                                                                         | Aleix Fauró i Isis Martín | TNC i El Canal (Temporada Alta 2017) | |
| Millor espai escènic | | | | | |
| Lluc Castells | L'ànec salvatge | Adaptació de Marc Artigau, Cristina Genebat i Julio Manrique del clàssic d'Henrik Ibsen                                                                                             | Julio Manrique | Teatre Lliure | |
| Max Glaenzel | Islàndia | Lluïsa Cunillé | Xavier Albertí | TNC | |
| Marc Salicrú | La calavera de Connemara | Martin McDonagh i Grup Focus | Iván Morales | La Villarroel | |
| Millor vestuari | | | | | |
| María Araujo | Ricard III | William Shakespeare | Xavier Albertí | TNC | |
| Antonio Belart | Cabaret | John Kander, Fred Ebb, Joe Masteroff i les productores SOM PRODUCE i 3XTR3S | Jaime Azpilicueta, Raül Patiño i Federico Barrio | Teatre Victòria | |
| Maria Armengol | L'ànec salvatge | Adaptació de Marc Artigau, Cristina Genebat i Julio Manrique del clàssic d'Henrik Ibsen                                                                                             | Julio Manrique | Teatre Lliure | |
| Millor il·luminació | | | | | |
| Pep Barcons | Boscos | Wajdi Mouawad i Cia. La Perla 29 | Oriol Broggi | Biblioteca de Catalunya | |
| Pep Barcons | Bodas de sangre | Federico García Lorca i Cia. La Perla 29 | Oriol Broggi | Biblioteca de Catalunya (Grec 17) | |
| Jaume Ventura | L'ànec salvatge | Adaptació de Marc Artigau, Cristina Genebat i Julio Manrique del clàssic d'Henrik Ibsen                                                                                             | Julio Manrique | Teatre Lliure | |
| Millors disseny de vídeo | | | | | |
| Sarah Derendinger | Obabakoak | Adaptació de Calixto Bieito de la novel·la homònima de Bernardo Atxaga per a la companyia del Teatro Arriaga Antzokia                                                               | Calixto Bieito | Teatre Lliure | |
| Eugenio Szwarcer | Jane Eyre: una autobiografia | Adaptació d'Anna Maria Ricart de la novel·la homònima de Charlotte Brontë | Carme Portaceli | Teatre Lliure | |
| Joan Rodón | Júlia | Adaptació de Raimon Molins de l'obra La senyoreta Júlia d'August Strindberg | Raimon Molins | Sala Atrium | |
| Millor espai sonor | | | | | |
| Damien Bazin | L'ànec salvatge | Adaptació de Marc Artigau, Cristina Genebat i Julio Manrique del clàssic d'Henrik Ibsen                                                                                             | Julio Manrique | Teatre Lliure | |
| Nao Albet | Ivànov | Versió lliure d'Àlex Rigola de l'obra homònima d'Anton Txékhov | Àlex Rigola | Teatre Lliure | |
| Jordi Bonet | Ricard III | William Shakespeare | Xavier Albertí | TNC | |
| Millor música original o adaptada | | | | | |
| Joan Garriga | Bodas de sangre | Federico García Lorca i Cia. La Perla 29 | Oriol Broggi | Biblioteca de Catalunya (Grec 17) | |
| Joan Cot | Fang | Quim Girón i Cia. Animal Religion | Quim Girón | Festival Noves Escenes de La Pedrera, Teatre Alegria de Terrassa (TNT 2017) i Teatre Municipal de Girona (Temporada Alta 2017)                                               | |
| Clara Peya | Jane Eyre: una autobiografia | Adaptació d'Anna Maria Ricart de la novel·la homònima de Charlotte Brontë | Carme Portaceli | Teatre Lliure | |
| Premi Revelació | | | | | |
| Cia. José y sus Hermanas | Los bancos regalan sandwicheras y chorizos | Creació col·lectiva de la Cia. José y sus Hermanas amb textos de Federico García Lorca, de la Cia. El Conde de Torrefiel i de creació pròpia                                        | Sílvia Ferrando | Teatre Tantarantana | |
| Elisabet Casanovas | La senyora Florentina i el seu amor Homer | Mercè Rodoreda | Sergi Belbel | TNC | |
| Elena Tarrats | L'ànec salvatge | Adaptació de Marc Artigau, Cristina Genebat i Julio Manrique del clàssic d'Henrik Ibsen                                                                                             | Julio Manrique | Teatre Lliure | |
| Millor Sala | | | | | |
| Teatre Tantarantana, pel Projecte "El Cicló" (projecte d'impuls a les noves companyies) | | | | | |
| Premi Especial | - Lita Claver "La Maña", com a homenatge per la seva retirada dels escenaris després d'una llarga trajectòria professional com a empresaria escènica i artista de varietats. | - Lita Claver "La Maña", com a homenatge per la seva retirada dels escenaris després d'una llarga trajectòria professional com a empresaria escènica i artista de varietats.        | - Lita Claver "La Maña", com a homenatge per la seva retirada dels escenaris després d'una llarga trajectòria professional com a empresaria escènica i artista de varietats. | - Lita Claver "La Maña", com a homenatge per la seva retirada dels escenaris després d'una llarga trajectòria professional com a empresaria escènica i artista de varietats. | - Lita Claver "La Maña", com a homenatge per la seva retirada dels escenaris després d'una llarga trajectòria professional com a empresaria escènica i artista de varietats. |
| Jurat de Teatre | | | | | |
| Joan-Anton Benach, Jordi Bordes, Sergi Doria, Teresa Ferré, Santi Fondevila, Andreu Gomila, César López Rossell, Iolanda G. Madariaga, Marcos Ordóñez, Juan Carlos Olivares, Ramon Oliver, Xavi Pardo, María José Ragué, José Carlos Sorribes, Andreu Sotorra i Pep Vila. | | | | | |

## IV Premis de la Crítica de Dansa
| Categoria                                                                                 | Persona | Obra | Autoria | Direcció | Teatre |
| ----------------------------------------------------------------------------------------- | --- | --- | --- | --- | --- |
| Millor espectacle nacional de dansa                                                       | | | | | |
| -                                                                                         | Bach | María Muñoz, Federica Porello i Cia. Mal Pelo a partir d'El clavecí ben temperat de Johann Sebastian Bach (Revisió de l'estrena original del 2004) | María Muñoz | Parc Nou d'Olot (Sismògraf 2017) | |
| -                                                                                         | O.V.N.I. | Col·lectiu Big Bouncers (Cecilia Colacrai, Mireia de Querol i Anna Rubirola) i Ursa Sekirnic | Col·lectiu Big Bouncers (Cecilia Colacrai, Mireia de Querol i Anna Rubirola) | Teatre Principal d'Olot (Sismògarf 2017) i Antic Teatre | |
| -                                                                                         | Sweet Tyranny | Pere Faura, Esteve Soler, Jordi Queralt i Cia. Pere Faura | Pere Faura, Esteve Soler i Jordi Queralt | Mercat de les Flors i Teatre Principal d'Olot (Sismògraf 2017) | |
| Millor espectacle internacional de dansa                                                  | | | | | |
| -                                                                                         | The Great Tamer (El gran domador) | Dimitris Papaioannou i Stephanos Droussiotis | Dimitris Papaioannou | Mercat de les Flors (Grec 17) | |
| -                                                                                         | Auguri | Olivier Dubois i Ballet du Nord – Centre Chorégraphique National Roubaix Hauts de France Nord-Pas de Calais | Olivier Dubois | Mercat de les Flors | |
| -                                                                                         | Fest | Ivo Dimchev | Ivo Dimchev | Sala Hiroshima (Cicle TRANSaccions) | |
| Millor ballarina                                                                          | | | | | |
| Federica Porello                                                                          | Bach | María Muñoz, Federica Porello i Cia. Mal Pelo a partir dEl clavecí ben temperat de Johann Sebastian Bach (Revisió de l'estrena original del 2004) | María Muñoz | Parc Nou d'Olot (Sismògraf 2017) | |
| Àngela Boix                                                                               | Moaré | Ariadna Montfort i Volans | Ariadna Montfort i Volans | Sala Hiroshima (Grec 17) | |
| Laila Tafur                                                                               | Monstruo | Laila Tafur | Laila Tafur | Antic Teatre (Grec 17) | |
| Millor ballarí                                                                            | | | | | |
| Junyi Sun                                                                                 | Dancing with Frogs | Sol Picó, Marta Galán, Pere Jou, Antoni Comas i Cia. Sol Picó | Sol Picó | El Canal (Temporada Alta 2017) i Mercat de les Flors | |
| Julio León                                                                                | Trànsit & Cuba | Maria Rovira, Marianela Boán, Olivier Messiaen, Javier Gamazo, Marc Ivarez, José Peón i Salvador Niebla | Maria Rovira | Mercat de les Flors (Grec 17) | |
| Alejandro Silva                                                                           | Trànsit & Cuba | Maria Rovira, Marianela Boán, Olivier Messiaen, Javier Gamazo, Marc Ivarez, José Peón i Salvador Niebla | Maria Rovira | Mercat de les Flors (Grec 17) | |
| Millor coreografia                                                                        | | | | | |
| Israel Galván                                                                             | La Fiesta | Israel Galván | Israel Galván i Niño de Elche | Teatre Grec (Grec 17) | |
| Roser López Espinosa                                                                      | L'estol | Roser López Espinosa, Ilia Mayer i Mark Drillich | Roser López Espinosa | Mercat de les Flors (Producció Nacional de Dansa) | |
| Hillel Kogan i Drôle de Dames                                                             | We love arabs | Hillel Kogan i Drôle de Dames | Hillel Kogan | Mercat de les Flors (Grec 17) | |
| Millor solo                                                                               | | | | | |
| Marta Carrasco                                                                            | Perra de nadie | Marta Carrasco, Pep Cors, Antoni Vilicic i Albert Hurtado | Marta Carrasco, Pep Cors, Antoni Vilicic | Sala Hiroshima (Grec 17), Museu de la Garrotxa (Sismògraf 2017) i La Seca - Espai Brossa | |
| Laila Tafur                                                                               | Monstruo | Laila Tafur | Laila Tafur | Antic Teatre (Grec 17) | |
| Constanza Brncic                                                                          | What is the word | Constanza Brncic, a partir de Triadic memories de Morton Feldman i del poema What is the Word de Samuel Beckett | Constanza Brncic | Mercat de les Flors (Grec 17) | |
| Menció Especial                                                                           | - Cicle Maldà en Dansa, de l'espai escènic El Maldà, pels seus cinc anys d'existència difonent la dansa i els seus joves creadors i intèrprets. | - Cicle Maldà en Dansa, de l'espai escènic El Maldà, pels seus cinc anys d'existència difonent la dansa i els seus joves creadors i intèrprets. | - Cicle Maldà en Dansa, de l'espai escènic El Maldà, pels seus cinc anys d'existència difonent la dansa i els seus joves creadors i intèrprets. | - Cicle Maldà en Dansa, de l'espai escènic El Maldà, pels seus cinc anys d'existència difonent la dansa i els seus joves creadors i intèrprets. | - Cicle Maldà en Dansa, de l'espai escènic El Maldà, pels seus cinc anys d'existència difonent la dansa i els seus joves creadors i intèrprets. |
| Mencions Pòstumes                                                                         | - Josep Aznar, fotògraf català pioner en l'especialització de la fotografia escènica i amb una àmplia trajectòria vinculada al món de la dansa. - Núria Font, realitzadora audiovisual i videoartista catalana, especialitzada en la videodansa, que fou Premi Nacional de Dansa el 2009. | - Josep Aznar, fotògraf català pioner en l'especialització de la fotografia escènica i amb una àmplia trajectòria vinculada al món de la dansa. - Núria Font, realitzadora audiovisual i videoartista catalana, especialitzada en la videodansa, que fou Premi Nacional de Dansa el 2009. | - Josep Aznar, fotògraf català pioner en l'especialització de la fotografia escènica i amb una àmplia trajectòria vinculada al món de la dansa. - Núria Font, realitzadora audiovisual i videoartista catalana, especialitzada en la videodansa, que fou Premi Nacional de Dansa el 2009. | - Josep Aznar, fotògraf català pioner en l'especialització de la fotografia escènica i amb una àmplia trajectòria vinculada al món de la dansa. - Núria Font, realitzadora audiovisual i videoartista catalana, especialitzada en la videodansa, que fou Premi Nacional de Dansa el 2009. | - Josep Aznar, fotògraf català pioner en l'especialització de la fotografia escènica i amb una àmplia trajectòria vinculada al món de la dansa. - Núria Font, realitzadora audiovisual i videoartista catalana, especialitzada en la videodansa, que fou Premi Nacional de Dansa el 2009. |
| Jurat de Dansa                                                                            | | | | | |
| Clàudia Brufau, Sara Estellés, Montse Otzet, Bàrbara Raubert, Jordi Sora i Carmen del Val | | | | | |

## IV Premi de la Crítica de Teatre Familiar
| Categoria | Persona                          | Obra                                                                                                  | Autoria                    | Direcció                                                                | Teatre |
| --- | -------------------------------- | --- | -------------------------- | ----------------------------------------------------------------------- | ------ |
| Millor espectacle familiar |                                  | |                            |                                                                         |        |
| - | La nena dels pardals             | Jordi Palet, Cia. Teatre al Detall i La Tresca i la Verdesca, a partir d'un conte de Sara Pennypacker | Joan Maria Segura Bernadas | TNC                                                                     |        |
| - | Alícia al país de les meravelles | Marta Buchaca, Keco Pujol i Cia. Viu el Teatre, a partir de l'obra homònima de Lewis Carroll          | Jordi Andújar              | Teatre Romea i Teatre Municipal de Girona (Temporada Alta 2017)         |        |
| - | La gallina dels ous d'or         | Cia. Zum-Zum Teatre i Ramon Molins                                                                    | Ramon Molins               | SAT! (Grec 17) i Teatre Conservatori de Manresa (20a Fira Mediterrània) |        |
| Jurat Familiar |                                  | |                            |                                                                         |        |
| Ferran Baile, Jordi Bordes, Núria Cañamares, Iolanda G. Madariaga, Víctor Giralt, Andreu Sotorra, Carme Tierz i Josep M. Viaplana |                                  | |                            |                                                                         |        |

## III Premi de la Crítica d'Arts del Carrer
| Categoria                                                                          | Persona       | Obra                                                                            | Autoria                          | Direcció                                                                    | Teatre |
| ---------------------------------------------------------------------------------- | ------------- | ------------------------------------------------------------------------------- | -------------------------------- | --------------------------------------------------------------------------- | ------ |
| Millor espectacle d'arts del carrer                                                |               |                                                                                 |                                  |                                                                             |        |
| -                                                                                  | Espera        | Francesca Lissia, Celso Pereira i Companyia de Circ "eia"                       | Francesca Lissia i Celso Pereira | Plaça de Can Felipa (16èEscena Poblenou)                                    |        |
| -                                                                                  | Conseqüències | Stéphane Lévy i Cia. Moveo                                                      | Stéphane Lévy                    | Plaça d'Europa de Tàrrega (FiraTàrrega 2017) i La Pedrera (Cicle Dansa Ara) |        |
| -                                                                                  | urGENTestimar | Ada Vilaró, Josep Perelló, Paloma Orts, Xavi Lloses, Albert Bonet i Marta Galán | Ada Vilaró i Josep Perelló       | Plaça Major (FiraTàrrega 2017) i Plaça de Prim (16è Escena Poblenou)        |        |
| Jurat Arts de Carrer                                                               |               |                                                                                 |                                  |                                                                             |        |
| Núria Cañamares, Aída Pallarès, Manuel Pérez Muñoz, Oriol Puig Taulè i Mercè Rubià |               |                                                                                 |                                  |                                                                             |        |

## I Premi Novaveu de la Crítica Jove
| Obra                                       | Autoria | Direcció                                | Teatre |
| ------------------------------------------ | --- | --------------------------------------- | --- |
| Los bancos regalan sandwicheras y chorizos | Creació col·lectiva de la Cia. José y sus Hermanas amb textos de Federico García Lorca, de la Cia. El Conde de Torrefiel i de creació pròpia | Sílvia Ferrando                         | Teatre Tantarantana                                                                                         |
| Aüc. El so de les esquerdes                | Carla Rovira i Les impuxibles (Clara Peya i Ariadna Peya)                                                                                    | Clara Peya, Ariadna Peya i Carla Rovira | Sala Beckett (16è Escena Poblenou), La Seca - Espai Brossa (Grec 17) Col·legi Sant Josep (FiraTàrrega 2017) |
| Barbes de balena                           | Anna Maria Ricart | Mònica Bofill                           | El Maldà |
| Yerma                                      | Federico García Lorca i Projecte Ingenu | Marc Chornet                            | Teatre Akadèmia                                                                                             |
| Jurat jove                                 | |                                         | |
| Membres del col·lectiu Novaveu             | |                                         | |